# Ryan Stiles
Pour les articles homonymes, voir Stiles.
Ryan Stiles, né le 22 avril 1959 à Seattle, Washington (États-Unis), est un acteur, producteur et réalisateur américain.
Il est connu notamment pour sa participation à l’émission d’improvisation Whose Line Is It Anyway?, aussi bien dans sa version britannique qu’américaine.

## Filmographie
- 1985 : Rainbow War
- 1989 : Andrea Martin... Together Again (TV) : Bill
- 1991 : Madame est servie - L'Anniversaire : Bobo le clown
- 1991 : Parker Lewis ne perd jamais
- 1991 : Life As We Know It! (TV)
- 1991 : Hot Shots! de Jim Abrahams : Dominic « Mailman » Farnham
- 1992 : Say What? (TV) : Actor
- 1993 : Hot Shots! 2 de Jim Abrahams : Rabinowitz
- 1994 : Code Lisa : 2x13 Rockstars
- 1995-2004 : Le Drew Carey Show (The Drew Carey Show) (série TV) : Lewis Kiniski
- 1997 : Courting Courtney : Chad Gross
- 2001 : Rock & Roll Back to School Special (TV) : Lewis Michealangelo Kiniski
- 2003 - 2015 : Mon oncle Charlie (série) : Dr Herb Melnick
- 2020 (TV) : Young Sheldon : Dr Bower